# Бабина Ријека (Зеница)
Бабина Ријека је градско насеље у насељеном мјесту Зеница (ФБиХ, БиХ). Управно припада насељу и мјесној заједници Старо Радаково и има око 7.000 становника.
Бабина Ријека има амбуланту породичне медицине. У Бабиној Ријеци налази се Рекреацииона зона Бабина Ријека. Прва фаза уређења довршена је 10. децембра 2018. године. Насеље Бабину Ријеку повезују три моста преко којих дневно пређе велики број грађана. Бабина Ријека има свој џемат који покрива 10.000 домаћинстава и обухвата насеља Бабину Ријеку, Црквице и дио насеља Хамида. Службени назив џамије је Енсар џамија, а вакиф је из Саудијске Арабије. Такође, изнад насеља уз дуж Бабине ријеке налази се улаз у село Талами; оно има свој џемат.